# 馬特·麥西
馬修·瑞恩·麥西（英語：Matthew Ryan Macey，1994年9月9日—），是一名英格蘭足球運動員，司職守門員。

## 球會生涯
他在2009年簽下布里斯托爾流浪者全職學徒，他第一次出現在2012年3月布里斯托爾流浪者英格蘭足球乙級聯賽對托基聯，但從來沒有在一線隊亮相。
2013年10月，和阿仙奴簽訂了試用合約。阿仙奴還報導。支付布里斯托爾流浪者100000英鎊的賠償，在阿仙奴的第一個賽季，15次為俱樂部學院出戰。他也被建議作為替補法比安斯基的選擇。在2014年，麥西被選為與阿仙奴一線隊在奧地利季前訓練營，後來被選為替補名單在阿仙奴對西布朗的英超聯賽。
2015年1月，他被租借阿克寧頓一個月，他的聯賽處子秀在1月17日對燦美爾。
2021年1月8日，麥西转会加盟至苏超球队希伯尼安。

## 榮譽

### 球會
阿仙奴
- 英格蘭足總盃冠軍：2019–20賽季
- 英格蘭社區盾冠軍：2020年

## 外部連結
- （英文） 足球数据库：Matt Macey的球员统计数据
- Soccerway資料庫：馬特·麥西